# とんぼの思い出
「とんぼの思い出」（とんぼのおもいで）は、1982年10月 - 11月に、NHKの音楽番組『みんなのうた』で放送された楽曲。作詞：こわせたまみ、作曲：中田一次、編曲：若松正司、歌：村井千秋と森の木児童合唱団。

## 概要
とんぼを扱った童謡としては既に三木露風の『赤とんぼ』があるところ、こわせたまみの詩は、より新しい時代の少年の感性でとんぼを描いたものとなっている。一方で、とんぼの羽根をちぎる、という歌詞にはNHKに抗議があったという。
作曲の中田一次は東京音楽学校卒業後、いくつもの童謡作品を発表してきた作曲家である。1993年にはこの曲の題名を冠した作品集をばるん舎から出した。この作品集は第二十四回日本童謡賞を受賞した。
番組のイラスト画を担当したのは絵本作家の中島潔。中島はこの年の5月、同じ『みんなのうた』で「かんかんからす」を担当、8月の「とんぼの思い出」と合わせてブームを巻き起こした。